# Helmut Lackner

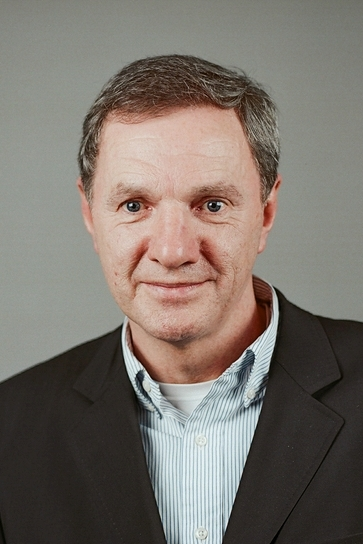
Helmut Lackner (2009)

Helmut Lackner (* 22. Oktober 1954 in Sankt Lambrecht in der Steiermark; † 1. Mai 2024 in Puchenau bei Linz) war ein österreichischer Historiker.

## Leben
Nach dem Besuch der Volksschule in seiner Heimatgemeinde Sankt Lambrecht und der Hauptschule besuchte er die HTBLVA Graz-Ortweinschule von 1970 bis 1975, wo er auch maturierte. Anschließend studierte er an der Karl-Franzens-Universität in Graz Geschichte und Kunstgeschichte. An dieser dissertierte er zum Thema Kohlenbergbau und Technik. Die technische Entwicklung des österreichischen Kohlenbergbaues, dargestellt am Beispiel des Glanzkohlenbergbaues Fohnsdorf in der Steiermark. Vom 17. bis zum 20. Jahrhundert.
An dieser Universität begann er 1981 am Institut für Wirtschafts- und Sozialgeschichte zu arbeiten, wobei er unter anderem auch zum sozialen Wohnbau in der Steiermark während der NS-Zeit forschte. Daneben war er als Mitautor an Publikationen über Fohnsdorf und Eisenerz beteiligt. Auch an den Steirischen Landesausstellungen im Jahr 1984 und 1988, sowie an der Oberösterreichischen Landesausstellung im Jahr 1987 wirkte er mit, wo er sich Erfahrungen im Museumsbetrieb erwarb.
Am Ludwig Boltzmann Institut für Stadtgeschichtsforschung in Linz arbeitete er von 1984 bis 1991. In diesen Jahren entstanden sowohl eine Monografie zum 75-jährigen Jubiläum des Österreichischen Städtebundes als auch gemeinsam mit Gerhard A. Stadler Publikationen zur Industriegeschichte der Stadt Linz.
Im Jahr 1991 wechselte er ins Technische Museum nach Wien, wo bis zu seiner Pensionierung in verschiedenen Funktionen aktiv war. Beginnend als Kustos für Produktion und Industrie wurde er 1995 Leiter der Abteilung Industrie und Gewerbe. Im Jahr 2005 wurde er Sammlungsleiter und im Jahr 2018 wissenschaftlicher Vertreter der Geschäftsführung, wobei er immer bemüht war, das Museum sowohl inhaltlich als auch gestalterisch weiterzuentwickeln. In den Jahren 1998 bis 2000 hatte er eine Gastprofessur an der Technischen Universität Wien.
Im Jahr 2019 wechselte Lackner in die Pension. 2024 starb er in Puchenau im Mühlviertel, wo er auch bestattet wurde.

## Publikationen (Auszug)
- Geschichte des Stadtturmes von Judenburg in den Judenburger Museumsschriften VI, Judenburg 1975 (2. Aufl., ergänzt und aktualisiert von Michael Schiestl. Judenburg 2009).
- gemeinsam mit Karl Stocker: Fohnsdorf. Aufstieg und Krise einer österreichischen Kohlenbergwerksgemeinde in der Region Aichfeld/Murboden, 1982, Graz
- Der soziale Wohnbau in der Steiermark 1938–1945 (Forschungen zur geschichtlichen Landeskunde der Steiermark 34), 1984, Graz
- mit Karl Stocker: Bergmann oder Werkssoldat. Eisenerz als Fallbeispiel industrieller Politik. Dokumente und Analysen über die ÖAMG in der Zwischenkriegszeit, 1984, Graz
- mit Clemens Moser: Eisen im wissenschaftlichen Buch. Von Albertus Magnus (1230) bis in die Gegenwart, 1988, Linz, eine Ausstellung der Eisenbibliothek, Stiftung der Georg Fischer AG, Schaffhausen
- 75 Jahre Österreichischer Städtebund (1915 bis 1990), 1990, Linz,
- mit Gerhard A. Stadler: Fabriken in der Stadt. Eine Industriegeschichte der Stadt Linz, 1990, Linz
- Das k.k. National-Fabriksprodukten-Kabinett. Technik und Design des Biedermeier, Technisches Museum Wien. München-New York 1995.
- mit Günther Luxbacher und Christian Hannesschläger: Technikgeschichte in Österreich. Eine bibliographische und museale Bestandsaufnahme, 1996,  Wien-München
- Schwerindustrie, Führer durch die neue Schausammlung im Technischen Museum Wien, 1999, Wien
- mit Georg Rigele: Österreich baut auf. Wieder-Aufbau & Marshall-Plan, 2005, Ausstellungskatalog des Technischen Museums Wien
- mit Katharina Jesswein und Gabriele Zuna-Kratky: 100 Jahre Technisches Museum Wien, 2009, Wien, ISBN 3-8000-7419-2
- mit Ilsebill Barta, Elke Kellner, Ulrike Vitovec, Alexandra Wieser, Udo B. Wiesinger: Deakzession/Entsammeln. Ein Leitfaden zur Sammlungsqualifizierung durch Entsammeln, 2016, Wien
- mit Martin Barta: Von Wien nach Haringsee. Ein neues Depot für das Technische Museum Wien, 2019, Wien, Edition TMW 10